# Modalidades de tiempo añadido en ajedrez

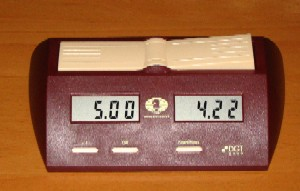
Reloj de ajedrez digital.

Las Modalidades de tiempo añadido en ajedrez son los diferentes modelos de ritmo de tiempo variable, que complementariamente se añaden al tiempo fijo o determinado de una partida de ajedrez, como bonificación en tiempo, para cada jugador.
Con la llegada de los relojes digitales y las partidas en línea en internet; cada día es más frecuente jugar al ajedrez con tiempo añadido. La ventaja de estos con respecto a los tradicionales radica en que con al menos tres segundos de tiempo añadido nadie ha de perder su partida en una posición "ganada" porque se ha agotado su tiempo.
La gran ventaja de las modalidades de tiempo añadido es que se tiene el tiempo establecido como incremento para hacer la siguiente jugada. Así, en una posición ganada pero con muy poco tiempo restante, y jugando más rápido que el incremento, se puede evitar perder la partida. Se podría pensar que el mayor inconveniente es que teóricamente son partidas interminables, pero por las reglas del ajedrez (si han pasado 50 jugadas sin que haya una captura o movimiento de peón, se puede reclamar el empate, entre otro tipo de tablas que impiden a este tipo de partidas ser infinitas), se puede constatar que las partidas con tiempo añadido no suelen durar más de lo que teóricamente se espera.

## Modalidad reloj de arena
La modalidad reloj de arena es una modalidad de tiempo añadido per sé. Consiste en que el tiempo consumido por un jugador se acumula al tiempo disponible de su rival. No es necesario, pues, indicar qué tiempo se ha de añadir. Lo normal es poner un tiempo fijo (1, 2, 5 minutos) y no poner tiempo a añadir por cada movimiento. Con este sistema las partidas son, virtualmente, interminables, ya que el tiempo total disponible (entre los dos jugadores) es siempre el mismo, independientemente de las jugadas que se hagan. 
El tiempo disponible en el reloj es, en la práctica, el tiempo que se tiene para hacer la próxima jugada. El único problema que se puede presentar es que si en una jugada se ha consumido mucho tiempo y el rival responde rápidamente, en la siguiente jugada se tendrá poco tiempo. El recuperar tiempo depende de que el rival emplee mucho tiempo en sus jugadas.
No es recomendable para jugar torneos pero sí para aquellos que juegan en la red y no desean jugar con tiempo; ya que, en este caso, cada rival tiene un tiempo para hacer la jugada y si el rival, en una posición perdida, se marcha dejando la partida colgada su tiempo se acabará y ganaremos la partida.
Aunque en el ajedrez de la era digital es muy novedosa, esta es la modalidad más antigua. Los primeros sistemas de control de tiempo en ajedrez se hicieron con relojes de arena. Al comenzar la partida cada jugador tenía en su parte del reloj la misma cantidad de arena, y lo único que tenía que hacer era darle la vuelta.

## Modalidad gong
La modalidad gong es muy similar a la del reloj de arena. En ajedrez no tiene tradición pero se usa porque es un sistema de control del tiempo muy habitual en otros juegos, como el scrabble.
Consiste en asignar un tiempo fijo para hacer cada jugada, por ejemplo 10 segundos. En esta modalidad no se establece un tiempo principal de reflexión. Como en la modalidad reloj de arena, virtualmente, son partidas sin tiempo ya que nunca se acaba y no hay límite de jugadas. Siempre se tiene el mismo tiempo para hacer la siguiente jugada. El tiempo no utilizado para hacer la jugada no es acumulable, por lo que no se incrementa jugando rápido. No obstante, cuando el tiempo para hacer la siguiente jugada es poco, unos 10 o 15 segundos, la partida resultante es muy rápida ya que es muy fácil que, a poco que se quede pensando, se agote el tiempo, y por lo tanto hay que jugar muy rápidamente. No son partidas que se prolonguen mucho.
El sistema gong, pues, no es exactamente una modalidad de tiempo añadido, ya que no se establece tiempo principal, ni por cada jugada se incrementa tiempo; aunque sí se puede considerarla como un sistema más, porque el tiempo total de la partida depende del número de jugadas que se hagan. Es una modalidad poco practicada. En algunas partes a este sistema se le llama chicharra.

## Modalidad FIDE
La modalidad FIDE es un sistema de tiempo añadido muy complejo, y en cierto sentido superfluo. Consiste en consumir primero el tiempo de reflexión principal, y una vez terminado este añadir una cantidad fija por cada jugada que se hace. Así, en una partida 5 +3, en sistema FIDE, se gastarán primero los cinco minutos, independientemente de las jugadas que se haga, y terminado el tiempo por cada jugada se suman tres segundos. Es un sistema que genera muchas controversias, porque para poner en marcha el «reloj» de tiempo añadido ha debido de caer la bandera. Desde que termina el tiempo de reflexión hasta que se hace la primera jugada del tiempo añadido se dispone de lo establecido como incremento. La suma de tiempo se puede hacer según la modalidad Fischer o Brónstein, que se describen a continuación. Esta modalidad combinada con la Brónstein, al menos en los primeros relojes digitales, se llamó Go variante Byo-Yomi, parece ser que por ser habitual entre los jugadores de go.
Esta es una modalidad tendiente a desaparecer como tal, aunque un derivado suyo posiblemente se consolide para los grandes torneos. Este derivado, consiste en establecer uno o dos períodos con control, y un último período para terminar la partida con sistema de tiempo añadido, bien en la modalidad Fischer, bien en la modalidad Brónstein. Así se han jugado ya algunos encuentros. Por ejemplo; primer control: 2 horas para 40 jugadas; segundo control una hora para 20 jugadas; final de partida 30 +1; 30 minutos más un minuto por cada jugada que se haga.

## Modalidad Fischer o normal
La modalidad Fischer es la más intuitiva, y lo que todo el mundo entiende por una modalidad de tiempo añadido. Consiste en añadir un tiempo fijo por cada jugada que se haga, desde el primer movimiento. Así, en una partida de 5 +3 el jugador tiene cinco minutos para la partida y por cada jugada que haga se le añaden tres segundos. Algunos relojes permiten comenzar el sistema de tiempo añadido a partir de una jugada determinada. De esta manera, se juega sin incremento hasta la jugada N y a partir de ella con tiempo añadido. En la mayoría de los lugares en línea que permiten jugar al ajedrez es la única modalidad con tiempo añadido a la que se puede jugar.
El problema de esta modalidad es que cuantas más jugadas se hagan rápidamente más tiempo se acumula. Así pues, es posible recuperar grandes cantidades de tiempo repitiendo jugadas, con cuidado de no hacer tablas. Si el incremento es notable, por ejemplo 15 segundos, es posible terminar la partida con más tiempo del que se estableció como tiempo principal. 
Aunque es una modalidad que tiene muchos adeptos no es recomendable para organizar torneos, ya que hay partidas que se pueden eternizar; sobre todo entre jugadores rápidos. 

## Modalidad Brónstein
La modalidad Brónstein tiene las ventajas de una modalidad de tiempo añadido y sin la mayoría de sus inconvenientes. Es más, esos inconvenientes pueden considerarse nuevas circunstancias propias de la modalidad de tiempo añadido.
La modalidad Brónstein consiste en determinar un tiempo para la partida y añadir un tiempo por cada jugada desde el primer movimiento. ¿Cuánto tiempo? Pues si se responde antes de que se termine el tiempo adjudicado como tiempo añadido solo se suma el tiempo consumido, y si se tarda más el tiempo establecido. Por ejemplo, en una partida de 5 +3 el jugador tiene cinco minutos para la partida y se le añaden tres segundos como máximo por cada jugada. Si responde en un segundo se le añade un segundo, si responde en dos segundos se le suman dos segundos, si responde en tres segundos o más se incrementan tres segundos. De esta manera es imposible acumular más tiempo del que se ha consumido (y del que se ha establecido como tiempo principal). Cuando quede un tiempo inferior al establecido como tiempo añadido (en este ejemplo 3 segundos) siempre tendremos la totalidad de lo establecido como tiempo añadido para hacer la siguiente jugada, ya que se responde antes del fin del tiempo y esos segundos se sumarán a lo que tenemos. En algunos relojes digitales esta modalidad hay que configurarla como «retraso» (delay); es decir se conceden 3 segundos (por ejemplo) después de cada jugada para contestar antes de que se empiece a consumir el tiempo principal.
En esta modalidad no por jugar más rápido se acumula más tiempo, y por lo tanto es inútil repetir jugadas para pretender más tiempo.
Esta es la modalidad ideal para jugar torneos con tiempo añadido, ya que por muy rápido que muevan los jugadores nunca van a acumular un tiempo que pueda hacer la partida interminable. Virtualmente lo es, pero en la práctica no. Cuánto menor sea el tiempo añadido las partidas tienden a durar menos, ya que en la última jugada se puede distraer y que se le caiga la bandera; quizá por eso, en la modalidad que los relojes tienen programada se suman solo 3 segundos, aunque no hay porqué atenerse a esto. Si se pone «mucho» tiempo hay muy pocos jugadores que traten de consumirlo entero antes de responder, y es muy difícil ajustar el ritmo de juego al paso del reloj.

## Modalidad de incremento variable
Esta es una propuesta teórica y ningún reloj, ni ningún sitio en la red, la permite. Lo más parecida a ella son los relojes que en el sistema Fischer permiten comenzar el tiempo añadido a partir de una jugada determinada. Pero la propuesta es exactamente la contraria. Hoy en día, con la versatilidad de los relojes para ser programados es perfectamente posible.
La modalidad de incremento variable consiste en añadir un tiempo determinado en cada tramo de la partida. En su expresión más simple, y mejor, podría ser, un sistema de tiempo añadido (bien Fischer, bien Brónstein) hasta una determinada jugada y sistema guillotina en el resto. Por ejemplo: en modalidad Brónstein 5 +3 hasta la jugada 60, e incremento cero de la 60 en adelante. Es decir, se tienen 60 jugadas para dar jaque mate con las ventajas del tiempo añadido, pero si no se es capaz, a partir de la jugada 60 se convierte en una partida guillotina clásica. El código para saber en qué modalidad estamos jugando puede ser: Brónstein 5 +3 [60] que sería una partida de cinco minutos más tres segundos de tiempo añadido en sistema Brónstein hasta la jugada 60, y luego en sistema guillotina con el tiempo que quede.
Por supuesto las posibilidades de configuración son infinitas, por ejemplo: partida a 5 minutos con un incremento de 2 segundos entre las jugadas 1 y 15, 5 segundos entre la 16 y 35, de 10 segundos entre la 35 y la 50 y un segundo de la 50 al final. Incluso, se podrían combinar las modalidades Fischer y Brónstein. Aunque esto dificultaría innecesariamente la comprensión del tiempo que se tiene, y no conviene liar ni a jugadores ni a árbitros.
Todo esto va en contra del espíritu de las partidas con tiempo añadido, pero para el organizador de un torneo que pretende jugar varias rondas, y con el tiempo muy ajustado, tiene la ventaja de que puede determinar con exactitud cuándo terminará la partida más larga. La razón de esta propuesta es que en algunas ocasiones, sin necesidad de repetir posiciones, se puede estar jugando indefinidamente. Sólo hay dos maneras de solucionar esto, o aplicando la regla de las 50 jugadas (para lo que habría que comprobar la planilla) o haciendo que se agote el tiempo, y eso solo puede ocurrir en el sistema guillotina. En las partidas en las que es obligatorio apuntar se aplica la regla de las 50 jugadas, pero en los torneos rápidos que no es obligatorio apuntar esto no es posible.
Para que esta modalidad sea posible en torneos vivos es necesario que el reloj tenga un contador de jugadas, o pulsaciones. En la red todos los sitios en línea lo tienen, y no es posible hacer jugadas ilegales. Sin embargo, las jugadas ilegales sí son posibles en una partida viva, y también es posible que se pulse el reloj sin haber hecho la jugada. Para evitar estas picarescas el reloj debería permitir que el árbitro descontase las jugadas ilegales que se hubiesen hecho.
A diferencia de lo que ocurriría en el sistema Bronstein, en sistema el Fischer quien jugara más rápido acumularía más tiempo para el final, favoreciendo al jugador que pensara y moviera con mayor rapidez.

## Duración de una partida
La duración de una partida con tiempo añadido es normalmente de entre cuarenta y cincuenta jugadas. Pero esto es algo que cualquier jugador ya sabía. La duración de una partida con tiempo añadido se debe calcular en función de las jugadas de una partida tipo, y ya se sabe que la mayoría de las partidas se resuelven antes de la jugada 50, aunque si queremos organizar un torneo, y para tener un colchón de imprevistos deberemos, calcular para 60 jugadas, por si en cada ronda, al menos, una partida dura más.
El tiempo total que dura la partida se puede calcular multiplicando el número de jugadas por el tiempo añadido (dividido entre 60 para convertir los segundos en minutos) y sumándolo al tiempo principal. Por ejemplo, en una partida con un tiempo de 5 +3 que tenga 60 jugadas durará ((60 x 3)/60) + 5 = 3 + 5 = 8 minutos por jugador. Esto en la modalidad Fischer, porque en la modalidad Brónstein este es el tiempo máximo, ya que si los jugadores responden en menos de tres segundos el tiempo añadido es inferior. Y es muy difícil hacer todas las jugadas exactamente en tres segundos.
Calcular el tiempo que dura la partida en la modalidad FIDE es muy difícil ya que depende del número de jugadas que se hagan después de consumido en tiempo principal, y eso es imprevisible. De todas formas no se suelen hacer más de diez. Más fácil resulta calcular el tiempo en la modalidad de incremento variable, sobre todo si el último tramo es sin incremento. Sólo hay que hacer las cuentas oportunas.

## Tiempo de incremento
Uno de los problemas que se plantea en la modalidad de tiempo añadido es el de cuánto tiempo se debe incrementar por cada jugada. Si se pone mucho tiempo, o muy poco, es posible desvirtuar el carácter de la partida. Menos de tres segundos es poco tiempo, ya que hay que hacer treinta o sesenta jugadas para acumular un minuto. Más de un minuto es un tiempo excesivo. Con un incremento de 30 segundos o más es obligatorio apuntar la partida.
¿Qué podemos considerar mucho tiempo? Esta pregunta solo tiene sentido si se va a poner incrementos de tiempo de entre 3 y 30 segundos y para un tiempo principal inferior a 15 minutos. El tiempo que se puede conseguir en cuarenta jugadas no debe ser nunca superior al tiempo principal de reflexión. Es decir, en una partida de 5 minutos poner 10 segundos es mucho tiempo (10 x 40 = 400 segundos = 6.666 minutos). Al ser el tiempo cumulado superior al tiempo principal es posible terminar la partida sin haber consumido nada, o casi nada, del tiempo principal. En este caso se multiplica por 40 porque esto es lo mínimo que dura una partida tipo. Por el contrario, una partida de 5 +5 sería una partida normal (5 x 40 = 200 segundos = 3.333 minutos). Estamos hablando de una partida que puede durar unos ocho minutos, y por lo tanto sigue siendo una partida relámpago.
Una partida de 10 +30 puede durar entre 30 y 40 minutos, a pesar de los 10 minutos de tiempo principal sería una partida rápida, y no relámpago, pero el tiempo añadido es mucho ya que en 40 jugadas se acumulan 20 minutos. Si lo que queremos es jugar una partida en media hora debemos poner más tiempo como tiempo principal y menos como tiempo añadido. La recomendación es poner como tiempo añadido entre 5 y 15 segundos Por ejemplo, se puede poner 25 +5, ó 20 +10; ó 15 +15 como mucho. Las partidas que tengan entre 40 y 50 movimientos se jugarán, antes de los 30 minutos. Todo lo que debe hacer es decidir cuánto quiere que dure cada ronda, multiplicar los segundos que considere adecuados como incremento por 60, y el resultado (en minutos) restarlo del tiempo que quiere que dure la partida. Así obtendrá lo que debe poner como tiempo principal; procurando no poner mucho tiempo, según la regla anterior.
Para una partida «lenta» hay dos opciones, una es la solución de la FIDE, de establecer uno o dos períodos con control de tiempo y un último período con tiempo añadido, pero existe otra solución más acorde con el espíritu de las partidas con tiempo añadido. Este consiste en establecer un tiempo principal largo, 100, 150 o 200 minutos y uno, dos y hasta tres minutos de tiempo añadido. Por ejemplo, en una partida de 100 +60 la partida durará 140 minutos para hacer 40 jugadas, que es ligeramente más lento que una partida de hora y media a finish en la modalidad de guillotina.

## El problema de las «Leyes del ajedrez» de la FIDE
El mayor obstáculo de las modalidades de tiempo añadido es el reglamento de la FIDE. Aunque las reglas de competición se pueden establecer en cada torneo (siempre que estén claras para todos, antes de comenzar), la FIDE debería reformar el artículo 6.2. (b), que dice: [...] "En la modalidad de tiempo añadido, ambos jugadores reciben un determinado «tiempo principal de reflexión». Además, por cada jugada reciben un «tiempo extra fijo». El descuento del tiempo principal comienza solo cuando el tiempo extra se ha agotado. El tiempo principal de reflexión no cambia siempre que el jugador detenga su reloj antes de que se agote el tiempo extra, independientemente de la proporción de tiempo extra utilizado".
En puridad, el que se diga «tiempo extra fijo» excluye todas las modalidades de tiempo añadido salvo la Fischer; la de reloj de arena porque el tiempo extra es variable (depende de lo consumido por el rival); la Brónstein, porque el tiempo añadido es variable si se responde antes del tiempo establecido, y hasta la modalidad FIDE, ya que el tiempo extra comienza cuando ya no hay tiempo principal de reflexión. Y la modalidad gong, porque no establece tiempo principal de reflexión.
El artículo debería tener un apartado específico para las modalidades de tiempo añadido y decir:
En la modalidad de tiempo añadido, ambos jugadores reciben un determinado «tiempo principal de reflexión». Además, por cada jugada se establece un «tiempo extra» que podrá ser fijo o variable, según la modalidad que se establezca previamente. Todos los jugadores deberán saber, antes de la partida, de qué modalidad se trata.
El descuento del tiempo principal comienza solo cuando el tiempo extra se ha agotado. El tiempo principal de reflexión no cambia siempre que el jugador detenga su reloj antes de que se agote el tiempo extra, independientemente de la proporción de tiempo extra utilizado.
En un anexo (o en el mismo articulado) se podrían explicar las modalidades de tiempo añadido que se reconocen, pero a mi entender deben reconocerse todas. En el fondo estaría de más, y solo se deberían recoger como información las que existen, sin excluir otras que se puedan inventar.
Otro de los problemas que se plantea en las «Leyes del ajedrez» de la FIDE es el de definición de ajedrez rápido y ajedrez relámpago, que viene definido como: «aquella en la que todas las jugadas deben efectuarse en un tiempo fijo de 15 a 60 minutos para cada jugador» (ajedrez rápido) y «aquella en la que todas las jugadas deben efectuarse en un tiempo fijo menor a 15 minutos para cada jugador» (ajedrez relámpago). Al definir estas modalidades como lapsos de «tiempo fijo» excluye las modalidades de tiempo añadido, cuyo tiempo es variable.
Como se ha visto, las partidas con tiempo añadido no son ilimitadas, en la práctica, y por lo tanto también pueden ser consideradas como partidas relámpago y rápido. Los límites de 15 y 60 minutos, si bien consolidados, son totalmente arbitrarios. Se debe de considerar partida relámpago aquellas partidas en las que el tiempo total en sesenta jugadas sea inferior a 15 minutos, y partida rápida a aquella en la que el tiempo total en sesenta jugadas sea inferior a 60 minutos, pero admitiendo que si alguna partida dura más de 60 jugadas no pasa nada, y siempre que el incremento de tiempo añadido no sea «mucho», según la regla de arriba. Por el contrario, si queremos poner un incremento de tiempo tal que en cuarenta jugadas se acumule más tiempo que el tiempo principal de reflexión, deberemos considerar partida rápida a aquella que tenga como tiempo principal más de cinco minutos y como partida relámpago cinco minutos o menos.

## Conclusión
Las modalidades de tiempo añadido tienen muchas ventajas en el ajedrez actual. Permiten ganar, o no, las partidas por las características propias del juego, y no por apuros de tiempo. En una época en la que tienden a desaparecer las partidas muy lentas y con aplazamiento, las partidas con tiempo añadido permiten reflexiones más sosegadas, y por lo tanto un mejor ajedrez.
Por otro lado, parece la modalidad Brónstein la única que merece ser considerada para jugar en torneo. Todo lo más la modalidad de incremento variable, siempre que el último tramo no tenga incremento. Es la única que permite al organizador controlar el tiempo total de la partida, al jugador controlar el ritmo de juego, y proporciona la emoción de los finales de partida en los que la bandera está a punto de caer; ya que nunca se puede recuperar más del tiempo establecido como incremento.
Las modalidades de tiempo añadido han de cambiar muchas cosas. No hay porqué limitarse a jugar partidas en fracciones o múltiplos de una hora. Permiten al jugador (sobre todo la modalidad Brónstein) jugar toda la partida a un ritmo más o menos constante. En las partidas con mucho tiempo principal se pueden hacer largas pensadas, con la seguridad de que al final siempre tendremos tiempo para llevar a delante el plan pensado sin demasiados apuros. 
El miedo que tienen algunos jugadores es totalmente injustificado. Cierto es que deben cambiar un poco el ritmo con que han estado jugando toda la vida, pero eso, a la larga, redundará en su beneficio. Las partidas que son tablas porque a pesar del material no se pueden (o no se saben) ganar terminarán en tablas. Recordémoslo siempre: lo que se debe pretender es ganar la partida, no que al rival se le agote el tiempo.